# 月球15号
月球15号是前苏联发射的第一艘用于自动取样的月球探测器，最终在月球的危海坠毀，未能完成目标。當時此任務與人類首次登月的美國阿波羅11號同時進行。

## 基本数据
质量：5600千克（12300磅）
发射时间：1969年7月13日，02:25:54UTC。
运载火箭：质子K/D
发射地点：拜科努尔尔航天发射场
坠毁地点：月球危海
坠毁日期：1969年7月21日，15:51UTC。

## 信息来源
1.NASA: Solar System Exploration: Missions to the Moon. Archived from the original on 12 July 2009. Retrieved 22 June 2015.